# Slovenija na Poletnih olimpijskih igrah 1992
Slovenija je na Poletnih olimpijskih igrah prvič nastopila kot samostojna država leta 1992 na Poletnih olimpijskih igrah 1992 v Barceloni, Španija. 
Zastavonoša na prvih Poletnih olimpijskih igrah za samostojno Slovenijo je bil Rajmond Debevec, na igrah pa je nastopilo 35 športnikov (29 moških in 6 žensk) v 12 panogah.
Na igrah je Slovenija z dvema bronastima medaljama zasedla 52. mesto med državami udeleženkami.

## Prejemniki medalj

### Bron
- Iztok Čop in Denis Žvegelj — veslanje, dvojec brez krmarja
- Milan Janša, Janez Klemenčič, Sašo Mirjanič, Sadik Mujkič — veslanje, četverec brez krmarja

## Sodelujoči
| Št | Športnik/-ca     | Starost | Šport                |
| -- | ---------------- | ------- | -------------------- |
| 1  | Borut Bilač      | 27      | Atletika             |
| 2  | Britta Bilač     | 23      | Atletika             |
| 3  | Valter Bonča     | 24      | Kolesarstvo          |
| 4  | Iztok Božic      | 20      | Tenis                |
| 5  | Jure Bučar       | 26      | Plavanje             |
| 6  | Brigita Bukovec  | 22      | Atletika             |
| 7  | Štefan Cuk       | 29      | Judo                 |
| 8  | Albin Čižman     | 26      | Kanu na divjih vodah |
| 9  | Iztok Čop        | 20      | Veslanje             |
| 10 | Rajmond Debevec  | 29      | Streljanje           |
| 11 | Polona Frelih    | 21      | Namizni tenis        |
| 12 | Tanja Godina     | 21      | Plavanje             |
| 13 | Milan Janša      | 26      | Veslanje             |
| 14 | Borut Javornik   | 25      | Kanu na divjih vodah |
| 15 | Jani Klemenčič   | 20      | Veslanje             |
| 16 | Jože Kolman      | 25      | Gimnastika           |
| 17 | Mitja Kosmina    | 25      | Jadranje             |
| 18 | Matjaž Koželj    | 22      | Plavanje             |
| 19 | Tina Križan      | 18      | Tenis                |
| 20 | Filip Leščak     | 31      | Judo                 |
| 21 | Karin Lušnic     | 21      | Tenis                |
| 22 | Igor Majcen      | 22      | Plavanje             |
| 23 | Nace Majcen      | 24      | Plavanje             |
| 24 | Samo Medved      | 30      | Lokostrelstvo        |
| 25 | Sašo Mirjanič    | 24      | Veslanje             |
| 26 | Sadik Mujkič     | 24      | Veslanje             |
| 27 | Janez Skok       | 29      | Kanu na divjih vodah |
| 28 | Goran Šošić      | 29      | Jadranje             |
| 29 | Marjan Štrukelj  | 27      | Kanu na divjih vodah |
| 30 | Blaž Trupej      | 20      | Tenis                |
| 31 | Stojan Vidaković | 24      | Jadranje             |
| 32 | Jože Vidmar      | 29      | Kanu na divjih vodah |
| 33 | Mirko Vindiš     | 28      | Atletika             |
| 34 | Boštjan Žitnik   | 21      | Kanu na divjih vodah |
| 35 | Denis Žvegelj    | 20      | Veslanje             |

## Rezultati po športih

### Lokostrelstvo
Moški posamično:
- Samo Medved — uvrstitev okoli 33. mesta (0-0)

### Atletika
Maraton - moški
- Mirko Vindiš — 2:21.03 (→ 40. mesto)

Skok v daljino - moški
- Borut Bilač

- Qualification — 800 cm
- Final — 776 cm (→ 9. mesto)

Skok v višino - ženske
- Britta Bilač

- Kvalifikacije — 192 cm
- Finale — 183 cm (→ 15. mesto)

### Gimnastika
Vsa orodja - moški
- Jože Kolman

Parter - moški
- Jože Kolman

Preskok - moški
- Jože Kolman

bradlja
- Jože Kolman

drog
- Jože Kolman

krogi
- Jože Kolman

konj z ročaji
- Jože Kolman

### Jadranje
Lechner A-390
- Stojan Vidaković

- Končna uvrstitev — 151.0 točk (→ 11. mesto)

### Plavanje
200 metrov prosto
- Jure Bučar

- Predtekmovanje — 1:53.19 (→ ni napredoval, 29. mesto)

- Nace Majcen

- Predtekmovanje — 1:54.57 (→ ni napredoval, 35. mesto)

400 metrov prosto - moški
- Jure Bučar

- Predtekmovanje — 3:55.28
- B-Finale — 3:56.93 (→ 16. mesto)

- Nace Majcen

- Predtekmovanje — 4:00.42 (→ ni napredoval, 31. mesto)

1500 metrov prosto - moški
- Igor Majcen

- Predtekmovanje — 15:16.85
- Final — 15:19.12 (→ 6. mesto)

100 metrov delfin - moški
- Matjaž Koželj

- Predtekmovanje — 56.65 (→ ni napredoval, 42. mesto)

200 metrov delfin - moški
- Matjaž Koželj

- Predtekmovanje — 2:01.39 (→ ni napredoval, 19. mesto)

100 metrov hrbtno - ženske
- Tanja Godina

- Predtekmovanje — 1:06.97 (→ ni napredovala, 41. mesto)

200 metrov hrbtno - ženske
- Tanja Godina

- Predtekmovanje — 2:25.31 (→ ni napredovala, 41. mesto)

### Tenis
Moški pari
- Iztok Božič in Blaž Trupej

- Prvo kolo —poraz proti Leandru Paesu in Rameshu Krishnanu (Indija) 3-6, 2-6, 2-6